# Stanisław Mrowec
Stanisław Mrowec (ur. 29 lipca 1928 w Krakowie, zm. 2 marca 2015) – polski profesor zwyczajny nauk technicznych Akademii Górniczo-Hutniczej w Krakowie. Dziekan Wydziału Inżynierii Materiałowej i Ceramiki w latach 1972–1975, członek rzeczywisty Polskiej Akademii Nauk oraz członek czynny Polskiej Akademii Umiejętności.

## Życiorys
Urodził się 29 lipca 1928 roku w Krakowie. Szkołę średnią ukończył w roku 1947, a studia wyższe na Wydziale Matematyki, Fizyki i Chemii UJ w 1952 roku. Z Akademią Górniczo-Hutniczą związany od roku 1952, kiedy rozpoczął pracę asystenta na Wydziale Inżynierii Materiałowej i Ceramiki.
Stopień doktora nauk technicznych uzyskał w roku 1956, docenta w 1959, tytuł profesora nadzwyczajnego w 1969 r. zaś profesora zwyczajnego w 1973 roku.
W latach 1971–1991 pełnił obowiązki dyrektora Instytutu Inżynierii Materiałowej na Wydziale Inżynierii Materiałowej i Ceramiki oraz po reorganizacji uczelni (w roku 1991) został kierownikiem Katedry Fizykochemii Ciała Stałego do roku 2001. W roku 2009 został profesorem honorowym AGH.
Autor licznych prac z zakresu teorii defektów i dyfuzji w ciałach stałych oraz kinetyki i mechanizmu korozji wysokotemperaturowej materiałów metalicznych. W dorobku naukowym miał ponad 400 publikacji oraz 18 patentów. Wykształcił 24 doktorów, z których 8 ma tytuł naukowy profesora, a dalszych czterech stopień doktora habilitowanego.
Pochowany na cmentarzu Rakowickim w Krakowie (kwatera FB, rząd płn.). 

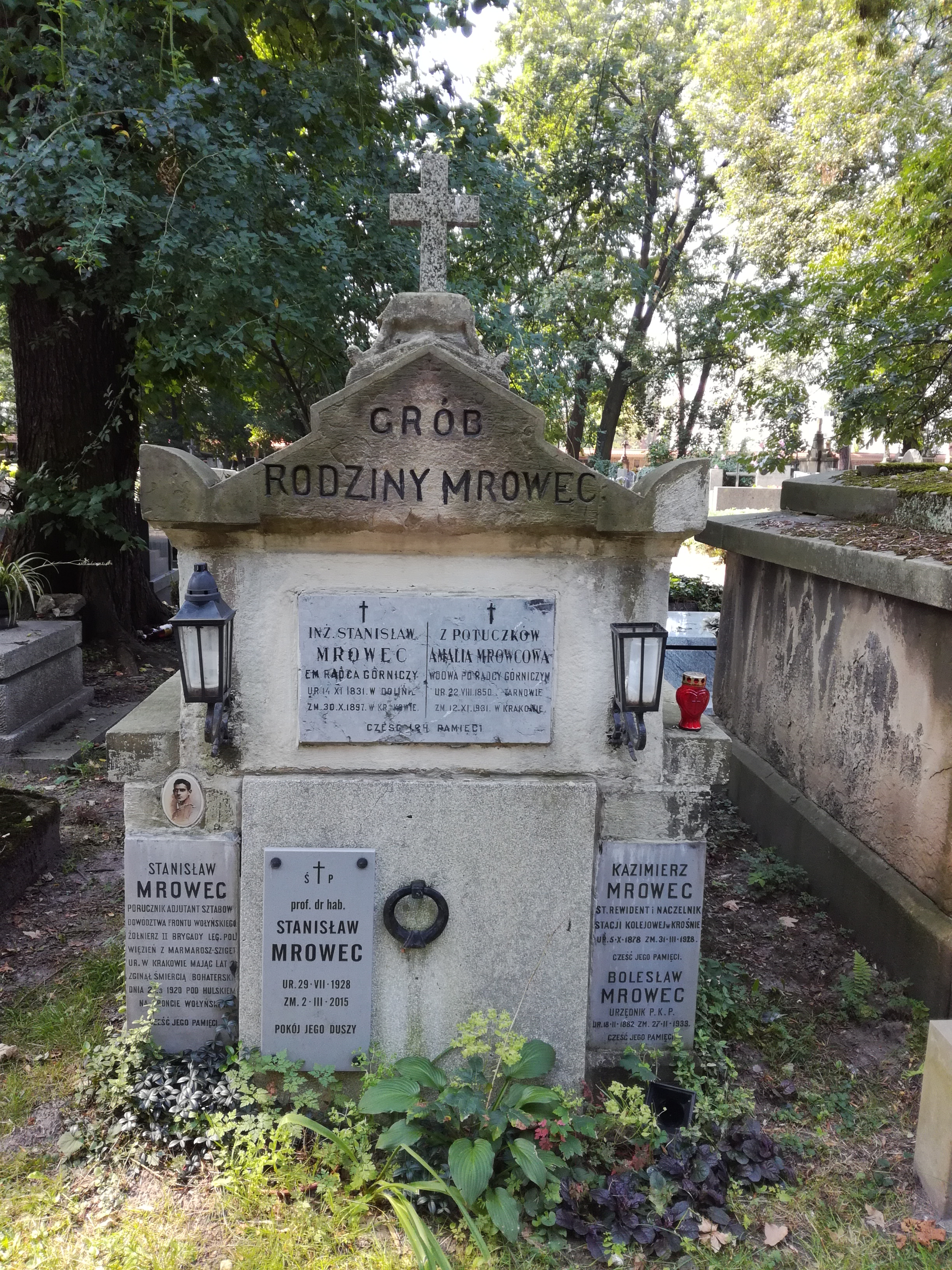
grób prof. Stanisława Mrowca na cmentarzu Rakowickim w Krakowie

## Wybrane publikacje
- Defects and Diffusion in Solids. Elsevier, Amsterdam-Oxford-New York (1980);
- An Introduction to the Theory of Metal Oxidation. National Bureau of Standards, Interscience, (1982);
- Mrowec, S.. Dissociative Mechanism of Scale Growth on Metals and Alloys. „High Temperature Materials and Processes”. 24 (6), s. 375–394, 2005. DOI: 10.1515/HTMP.2005.24.6.375.
- Mrowec, S.. New Generation of Nanocrystalline Coating Materials Resistant to High Temperature Corrosion. „High Temperature Materials and Processes”. 22 (6), s. 1–24, 2003. DOI: 10.1515/HTMP.2003.22.1.1.
- Mrowec, S. Diffusion-evaporation method in studying self-diffusion in metal oxides and sulphides. „Solid State Ionics”. 129 (1-4), s. 47-52, 2000. DOI: 10.1016/S0167-2738(99)00316-1.

## Nagrody
- Nagroda I stopnia Państwowej Rady ds. Pokojowego Wykorzystania Energii Jądrowej (1968)
- Nagrody I stopnia Ministra Edukacji Narodowej (1969, 1976, 1978, 1980, 1985, 1988, 1993)
- Nagroda im. Marii Skłodowskiej-Curie PAN (1973)
- American Association for the Advancement of Science Award, for International Scientific Cooperation (1986)
- Ulick R. Evans Award for Outstanding Work in the Field of Corrosion (1996)
- Honorary Fellow of the International Institute of Corrosion, (1996)
- Nagroda Prezesa Rady Ministrów (1999)
- Nagroda Stołecznego, Królewskiego Miasta Krakowa (2001)